# ハーパー (競走馬)
ハーパー（欧字名:Harper、2020年1月18日 - ）は、日本の競走馬。2023年のクイーンカップの勝ち馬である。
馬名の意味は、ハープを弾く人（母・セレスタからの連想）。

## 戦績

### デビュー前 - 2歳（2022年）
2020年のセレクトセール当歳セッションに上場され、エフレーシングに8600万円（税別）で落札された。
2022年11月27日、阪神競馬場第6レースの2歳新馬戦（芝2000m）で、鞍上福永祐一にてデビューし2着。12月18日、阪神競馬場の2歳未勝利戦（芝1600m）で初勝利を収めた。

### 3歳（2023年）
3歳初戦として、2月11日に東京競馬場で行われたクイーンカップに出走。鞍上には新たに川田将雅を迎えた。道中は好位の後ろを追走して直線で馬群の間を伸び、内から追い込んできたドゥアイズと外から追い込んできたモリアーナとの激しい追い比べを制して優勝。未勝利からの連勝で重賞初勝利を飾った。4月9日に行われた第83回桜花賞ではクリストフ・ルメールとコンビを組み、好位集団から直線でしぶとく脚を伸ばしたが4着となる。続く5月21日の第84回優駿牝馬は道中リバティアイランドの後ろをマークする形でレースを進め、直線で鋭く追い上げてきたがリバティアイランドに6馬身突き離され2着と完敗する。夏場の休養を挟んで、秋は10月15日の第28回秋華賞へ直行。好位の4・5番手を進み、直線でいったんは2番手に上がるも後方から追い込んできたマスクトディーヴァにかわされて3着に敗れた。続く11月12日のエリザベス女王杯はクイーンカップ以来4戦ぶりに川田将雅とのコンビで出走。3番手追走から流れに乗ると、直線でも懸命に脚を伸ばして3着と好走した。そして、12月24日の第68回有馬記念では前半は好位で脚を溜め、2周目3コーナーで早めに仕掛けてくるも一杯になり9着に敗れて、3歳シーズンを終える。

### 4歳（2024年）
4歳初戦として、3月31日に行われた大阪杯に出走。中団の前目でレースを進めたが直線で伸びを欠いて13着に敗れると、続くヴィクトリアマイルでは終始後方のまま見せ場なく15着と殿負けを喫する。秋に入り、10月14日の府中牝馬ステークスでは武豊と新たにコンビを組み、好位から脚を溜めるも直線で失速して15着に沈むと、11月10日のエリザベス女王杯では道中2番手でレースを運んだが力尽きて17着と3戦続けての殿負けとなった。11月14日付けで競走馬登録を抹消、ノーザンファームで繁殖牝馬となる。

## 競走成績
以下の内容は、JBISサーチおよびnetkeiba.comの情報に基づく。
| 競走日     | 競馬場 | 競走名           | 格   | 距離（馬場）  | 頭 数 | 枠 番 | 馬 番 | オッズ （人気） | 着順 | タイム （上り3F） | 着差 | 騎手        | 斤量 [kg] | 1着馬（2着馬）       | 馬体重 [kg] |
| ---------- | ------ | ---------------- | ---- | ------------- | ----- | ----- | ----- | --------------- | ---- | ----------------- | ---- | ----------- | --------- | -------------------- | ----------- |
| 2022.11.27 | 阪神   | 2歳新馬          |      | 芝2000m（良） | 14    | 7     | 11    | 002.60（1人）   | 02着 | R2:02.9（35.2）   | -0.0 | 0福永祐一   | 54        | イングランドアイズ   | 478         |
| 0000.12.18 | 阪神   | 2歳未勝利        |      | 芝1600m（良） | 15    | 8     | 14    | 003.20（1人）   | 01着 | R1:35.3（34.5）   | -0.3 | 0D.イーガン | 54        | （メイショウコボケ） | 478         |
| 2023.02.11 | 東京   | クイーンC        | GIII | 芝1600m（稍） | 16    | 5     | 9     | 012.60（6人）   | 01着 | R1:33.1（34.5）   | -0.0 | 0川田将雅   | 54        | （ドゥアイズ）       | 466         |
| 0000.04.09 | 阪神   | 桜花賞           | GI   | 芝1600m（良） | 18    | 3     | 5     | 008.70（3人）   | 04着 | R1:32.6（34.2）   | -0.5 | 0C.ルメール | 55        | リバティアイランド   | 462         |
| 0000.05.21 | 東京   | 優駿牝馬         | GI   | 芝2400m（良） | 18    | 6     | 12    | 008.80（2人）   | 02着 | R2:24.1（34.8）   | -1.0 | 0C.ルメール | 55        | リバティアイランド   | 468         |
| 0000.10.15 | 京都   | 秋華賞           | GI   | 芝2000m（稍） | 18    | 1     | 2     | 012.90（2人）   | 03着 | R2:01.6（34.3）   | -0.5 | 0C.ルメール | 55        | リバティアイランド   | 482         |
| 0000.11.12 | 京都   | エリザベス女王杯 | GI   | 芝2200m（良） | 15    | 2     | 3     | 006.70（3人）   | 03着 | R2:12.8（34.8）   | -0.2 | 0川田将雅   | 54        | ブレイディヴェーグ   | 484         |
| 0000.12.24 | 中山   | 有馬記念         | GI   | 芝2500m（良） | 16    | 6     | 11    | 093.2（11人）   | 09着 | R2:31.6（35.3）   | -0.7 | 0岩田望来   | 54        | ドウデュース         | 474         |
| 2024.03.31 | 阪神   | 大阪杯           | GI   | 芝2000m（良） | 16    | 4     | 7     | 017.10（9人）   | 13着 | R1:59.5（35.5）   | -1.3 | 0岩田望来   | 56        | ベラジオオペラ       | 470         |
| 0000.05.12 | 東京   | ヴィクトリアM    | GI   | 芝1600m（良） | 15    | 4     | 7     | 036.20（8人）   | 15着 | R1:33.9（35.7）   | -2.1 | 0池添謙一   | 56        | テンハッピーローズ   | 468         |
| 0000.10.14 | 東京   | 府中牝馬S        | GII  | 芝1800m（良） | 15    | 1     | 1     | 012.70（5人）   | 15着 | R1:46.8（35.2）   | -2.1 | 0武豊       | 55        | ブレイディヴェーグ   | 488         |
| 0000.11.10 | 京都   | エリザベス女王杯 | GI   | 芝2200m（良） | 17    | 7     | 14    | 019.10（7人）   | 17着 | R2:13.8（36.9）   | -2.7 | 0武豊       | 56        | スタニングローズ     | 486         |

## 血統表
| ハーパーの血統                 | ハーパーの血統                                       | ハーパーの血統                     | （血統表の出典）                   | （血統表の出典） |
| 父系                           | サンデーサイレンス系（ヘイロー系）                   | サンデーサイレンス系（ヘイロー系） | サンデーサイレンス系（ヘイロー系） |                  |
| 父 ハーツクライ 2001 鹿毛      | 父の父*サンデーサイレンス Sunday Silence 1986 青鹿毛 | Halo                               | Hail to Reason                     | Hail to Reason   |
| 父 ハーツクライ 2001 鹿毛      | 父の父*サンデーサイレンス Sunday Silence 1986 青鹿毛 | Halo                               | Cosmah                             |                  |
| 父 ハーツクライ 2001 鹿毛      | 父の父*サンデーサイレンス Sunday Silence 1986 青鹿毛 | Wishing Well                       | Understanding                      | Understanding    |
| 父 ハーツクライ 2001 鹿毛      | 父の父*サンデーサイレンス Sunday Silence 1986 青鹿毛 | Wishing Well                       | Mountain Flower                    |                  |
| 父 ハーツクライ 2001 鹿毛      | 父の母アイリッシュダンス 1990 鹿毛                   | *トニービン                        | *カンパラ                          | *カンパラ        |
| 父 ハーツクライ 2001 鹿毛      | 父の母アイリッシュダンス 1990 鹿毛                   | *トニービン                        | Severn Bridge                      |                  |
| 父 ハーツクライ 2001 鹿毛      | 父の母アイリッシュダンス 1990 鹿毛                   | *ビューパーダンス                  | Lyphard                            | Lyphard          |
| 父 ハーツクライ 2001 鹿毛      | 父の母アイリッシュダンス 1990 鹿毛                   | *ビューパーダンス                  | My Bupers                          |                  |
| 母 *セレスタ Seresta 2012 鹿毛 | 母の父Jump Start 1999 黒鹿毛                         | A.P. Indy                          | Seattle Slew                       | Seattle Slew     |
| 母 *セレスタ Seresta 2012 鹿毛 | 母の父Jump Start 1999 黒鹿毛                         | A.P. Indy                          | Weekend Surprise                   |                  |
| 母 *セレスタ Seresta 2012 鹿毛 | 母の父Jump Start 1999 黒鹿毛                         | Steady Cat                         | Storm Cat                          | Storm Cat        |
| 母 *セレスタ Seresta 2012 鹿毛 | 母の父Jump Start 1999 黒鹿毛                         | Steady Cat                         | Hopespringsforever                 |                  |
| 母 *セレスタ Seresta 2012 鹿毛 | 母の母Serata 2005 鹿毛                               | Carson City                        | Mr. Prospector                     | Mr. Prospector   |
| 母 *セレスタ Seresta 2012 鹿毛 | 母の母Serata 2005 鹿毛                               | Carson City                        | Blushing Promise                   |                  |
| 母 *セレスタ Seresta 2012 鹿毛 | 母の母Serata 2005 鹿毛                               | Maliziosa                          | Dynaformer                         | Dynaformer       |
| 母 *セレスタ Seresta 2012 鹿毛 | 母の母Serata 2005 鹿毛                               | Maliziosa                          | Kuda                               |                  |
| 母系(F-No.)                    | (FN:3-o)                                             | (FN:3-o)                           | (FN:3-o)                           |                  |
| 5代内の近親交配                | Mr.Prospector：5×4（母内）                           | Mr.Prospector：5×4（母内）         | Mr.Prospector：5×4（母内）         |                  |
| 出典                           | 1.                                                   | 1.                                 | 1.                                 | 1.               |

- 母セレスタは亜GIのエストレジャス大賞ジュヴェナイルフィリーズ勝ち馬。
- 半姉に2022年JBCレディスクラシック勝ち馬のヴァレーデラルナ（父ドゥラメンテ）がいる。